# Comté de Hancock (Mississippi)
Pour les articles homonymes, voir Comté de Hancock.
Le comté de Hancock est un comté des États-Unis, situé dans le sud de l’État du Mississippi, le long de la côte du golfe du Mexique et frontalier de la Louisiane (la rivière aux Perles marque la frontière). Au recensement fédéral de 2010, il comptait 43 929 habitants. Son siège est Bay St. Louis, situé dans le sud-est du comté, à l'entrée de la baie homonyme.
Le comté est nommé d'après l'un des pères fondateurs des États-Unis, John Hancock. Il abrite le John C. Stennis Space Center, le plus important banc d'essai des moteurs de fusées de la NASA.
Le comté de Hancock fut sévèrement endommagé par l'ouragan Katrina le 29 août 2005, qui causa des dommages catastrophiques.